# Liste der Bischöfe von Blois
Die folgenden Personen waren Bischöfe von Blois (Frankreich):
- David-Nicolas de Berthier (1697–1719)
- Jean-François-Paul Le Fèvre de Caumartin (1720–1733)
- François de Crussol d’Uzès (1734–1753) (auch Erzbischof von Toulouse) (Haus Crussol)
- Charles-Gilbert de May de Termont (1753–1776)
- Alexandre-François de Mazières de Thémines (1776–1790)
- Henri Grégoire (1790–1793) (Konstitutioneller Bischof)
- Philippe-François Sausin (1823–1844)
- Marie-Auguste Fabre-des-Essarts (1844–1850)
- Louis-Théophile Palluc du Parc (1850–1877)
- Charles-Honoré Laborde (1877–1907)
- Alfred-Jules Mélisson (1907–1925)
- Georges-Marie-Eugène Audollent (1925–1944)
- Louis-Sylvain Robin (1945–1961)
- Joseph-Marie-Goerges-Michel Goupy (1961–1990)
- Jean Cuminal (1990–1996)
- Maurice de Germiny (1997–2014)
- Jean-Pierre Batut (2014–2023, dann Weihbischof in Toulouse)
- Francis Bestion (seit 2024)